# 愛宕神社 (小山市城東)
愛宕神社（あたごじんじゃ）は、栃木県小山市にある神社。旧社格は村社。

## 祭神
主祭神：火産霊命、配神：神武天皇、瓊瓊杵命、倉稲魂命、猿田彦命、菅原道真

## 歴史
主祭神は他の愛宕神社と同じく火産霊命。創建された年月日等は不明である。明治20年（1887年）と昭和58年（1983年）に社殿を改築している。

## 文化財
当社が鎮座している愛宕塚古墳は栃木県の史跡に指定されている。